# بروس گیلدن
بروس گیلدن (انگلیسی: Bruce Gilden؛ زادهٔ ۱۶ اکتبر ۱۹۴۶) عکاس اهل ایالات متحده آمریکا است.
وی همچنین برندهٔ جوایزی همچون کمک‌هزینه گوگنهایم شده‌است.

## زندگی‌نامه
دوران کودکی بروس گیلدن در بروکلین به او چشم‌هایی مشتاق برای مشاهده رفتار و آداب و رسوم شهری عطا کرد. او جامعه‌شناسی خواند، اما علاقه‌اش به عکاسی هنگامی نمود پیدا کرد که فیلمی از میکل آنجلو آنتونیونی به نام آگراندیسمان را دید، سپس او در کلاس‌های شبانه شروع به فراگیری عکاسی در هنرهای تجسمی دانشکده نیویورک کرد.
کنجکاوی گیلدن در مورد شخصیت‌های قوی و خصوصیات فردی از آغاز در کارش وجود داشت. اولین پروژهٔ بزرگ او، که تا سال ۱۹۸۶ روی آن کار می‌کرد، تمرکز در جزیره «کنی»، خصوصیات جسمی، بدن‌های بدقوارهٔ چاق یا لاغر در سراسر ساحل افسانه‌ای نیویورک بود. در طی این سال‌های اولیه گیلدن همچنین در نیواورلئان در فستیوال معروف Mardi Gras عکاسی می‌کرد. سپس، در سال ۱۹۸۴، او شروع به کار در هائیتی کار کرد و پیرو شیفتگی‌اش به مکان‌های جادوگری voodoo، مراسم و اعتقادات آنجا؛ کتابش به نام هائیتی را در سال ۱۹۹۶ منتشر کرد.
گیلدن به صورت گسترده‌ای به اطراف جهان سفر و نمایشگاه برگزار کرده، او جوایز متعددی از جمله، جایزه اروپایی برای عکاسی، سه هدیه ملی برای کمک هزینه تحصیلی هنر و یک کمک هزینه تحصیلی بنیاد ژاپن دریافت کرده‌است. او در نیویورک سیتی زندگی می‌کند.